# Шварцембергіт
Шварцембергіт (рос. шварцембергит; англ. schwartzembergite; нім. Schwartzembergit m) — мінерал, йодат-оксихлорид свинцю шаруватої будови. Названий за прізвищем чилійського хіміка Шварцемберґа (Schwartzemberg), J.D.Dana, 1868. Син. — плюмбойодит.

## Опис
Хімічна формула за Є. К. Лазаренком: Pb3[Cl5|O|OH|IO3].
Містить (%): PbCl2 — 30,55; Pb(IO3)2 — 20,40; PbO — 49,05. Сингонія ромбічна. Псевдотетрагональний вид. Форми виділення: округлі, плоскопіраміда-льні кристали, суцільні маси та землисті кірки. Спайність по (001) ясна. Густина 7,39. Тв. 2,0—3,0. Колір медово-жовтий до червонувато-коричневого, солом'яно-жовтий лимонно-жовтий. Риса солом'яно-жовта. Блиск алмазний. Зустрічається у вигляді кірок на ґаленіті поблизу Качиналь, пустеля Атакама (Чилі), у Сан-Рафаель (Аргентина).